# Jimmy Tremeer
Leonard Francis "Jimmy" Tremeer, född 1 augusti 1874 i Barnstaple i Devon, död 21 oktober 1951 i Guildford i Surrey, var en brittisk friidrottare.
Tremeer blev olympisk bronsmedaljör på 400 meter häck vid sommarspelen 1908 i London.